# プレトマニド
プレトマニド（英：Pretomanid）は肺に侵襲する多剤耐性結核の治療に用いられる抗生物質である。一般的に、ベダキリンやリネゾリドと併用される。経口投与される。
最も一般的な副作用は、末梢神経障害、にきび、嘔吐、頭痛、低血糖症、下痢、肝炎などである。ニトロイミダゾール系の薬物である。
プレトマニドは米国では2019年8月に医療用として承認され、欧州連合では2020年7月に承認された 。プレトマニドはTB Allianceによって開発された。アメリカ食品医薬品局（FDA）はfirst-in-class medicationとみなしている。WHO必須医薬品モデル・リストに記載されている。

## 使用
プレトマニドは成人において肺の広範囲にわたる薬剤耐性、または治療にintoleranもしくはnonresponsiveの多剤耐性結核の治療にベダキリンおよびリネゾリドとの併用で適応がある。

## 作用機序
Pretomanid is activated in the mycobacterium by deazaflavin-dependent nitroreductase (Ddn), an enzyme which uses dihydro-F420 (reduced form), into nitric oxide and a highly reactive metabolite. This metabolite attacks the synthesis enzyme DprE2, which is important for the synthesis of cell wall arabinogalactan, to which mycolic acid would be attached. This mechanism is shared with delamanid. Clinical isolates resistant to this drug tend to have mutations in the biosynthetic pathway for Coenzyme F420.

## 歴史
この化合物の開発が開始されたのは結核の薬剤耐性株に有効な新しい抗菌薬の開発が急がれたためである。また、現在の抗結核薬は、主に複製や代謝活性のある細菌に対して有効であるため、結核患者にしばしば見られるような持続感染または潜伏感染に有効な薬剤が必要とされている。

### 発見と前臨床開発
プレトマニドは2000年に初めてPathoGenesis（現在はNovartisの子会社）によって合成され、抗結核作用が試験された100種類のニトロイミダゾピラン誘導体の中から同定された 。重要なことは、プレトマニドが嫌気性条件下で分離される静菌結核菌に対して作用し、既存薬メトロニダゾールに同等の抗菌作用を持つことである。プレトマニドが抗菌作用を示すには、マイコバクテリウムによる代謝活性化が必要である。プレトマニドは一連の物質の中で培養された結核菌に対しては最も強力な化合物ではなかったが、感染マウスに経口投与したところ、最も作用が強かった。経口投与されたプレトマニドはマウスとモルモットにおいて、安全耐容量で28日間まで結核に対して有効であった。

## 社会と文化

### 法的位置づけ
アメリカ食品医薬品局（FDA）は、プレトマニドをベダキリンおよびリネゾリドとの併用でのみ、広範囲薬剤耐性、治療にintolerant またはnonresponsiveの多剤耐性肺結核の成人の限定された特定の集団の治療薬として承認した。プレトマニドは抗菌薬及び抗真菌薬に関するlimited population pathway (LPAD pathway)の下で承認された。プレトマニドは、40年以上にわたってFDAから承認を受けた3番目の結核治療薬である[4][9]。
The FDA granted pretomanid priority review and orphan drug designations. The FDA granted The Global Alliance for TB Drug Development (TB Alliance) the approval of pretomanid and a tropical disease priority review voucher.

### 名称
Pretomanid is the international nonproprietary name, the generic name, and the nonproprietary name. Pretomanid is referred to as "Pa" in regimen abbreviations, such as BPaL. The "preto" part of the compound's name honors Pretoria, South Africa, the home of a TB Alliance clinical development office where much of the drug's development took place, while the "-manid" stem designates compounds with similar chemical structures. This class of drug is variously referred to as nitroimidazoles or nitroimidazooxazines.